# Fritz Alajos
Fritz Alajos (Budapest, I. kerület, 1885. június 21. – Budapest, II. kerület, 1963. január 16.) válogatott magyar labdarúgó, kapus. Schlosser Imre labdarúgó a sógora volt.

## Pályafutása
1885. június 21-én született Budapest I. kerületében, Fritz József cserepes és Pillát Erzsébet gyermekeként. Június 28-án a Tabáni plébánián keresztelték meg.

### Klubcsapatban
A Ferencvárosban összesen 235 mérkőzésen védett (112 bajnoki, 66 nemzetközi, 57 hazai díjmérkőzés). Utolsó mérkőzését az FTC-ben 30. születésnapján játszotta Bécsben, a Rapid ellen (Rapid-FTC 4-2). Ekkor már Tápiósülyon katonai kiképzésen vett részt és a mérkőzést követően két hét múlva az olasz fronton szolgált. A világháború után többé már nem lépett pályára az élvonalban.

### A válogatottban
1910-ben 1 alkalommal szerepelt a válogatottban.

## Sikerei, díjai
- Magyar bajnokság
  - bajnok: 1903. 1905, 1906–07, 1908–09, 1909–10, 1910–11, 1911–12, 1912–13
  - 2.: 1902, 1904, 1907–08, 1913–14
- Magyar kupa
  - győztes: 1913
- Ezüstlabda
  - győztes: 1906, 1908, 1909
- Challenge Cup
  - győztes: 1909

## Statisztika

### Mérkőzései a válogatottban
| Magyarország | Magyarország    | Magyarország               | Magyarország | Magyarország | Magyarország | Magyarország | Magyarország | Magyarország |
| #            | Dátum           | Helyszín                   | Hazai        | Eredmény     | Vendég       | Kiírás       | Gólok        | Esemény      |
| ------------ | --------------- | -------------------------- | ------------ | ------------ | ------------ | ------------ | ------------ | ------------ |
| 1.           | 1910. május 26. | Budapest, Millenáris-pálya | Magyarország | 6 – 1        | Olaszország  | barátságos   | -            |              |
|              | Összesen        |                            |              | 1            | mérkőzés     |              | 0            | gól          |